# جاكلين همفري
جاكلين همفري (بالإنجليزية: Jacqueline Humphrey)‏ هي منافسة ألعاب القوى أمريكية، ولدت في 30 سبتمبر 1965.

## وصلات خارجية
- جاكلين همفري على موقع الاتحاد الدولي لألعاب القوى (الإنجليزية)
- جاكلين همفري على موقع أوليمبيديا (الإنجليزية)